# Proza życia
Proza życia (ang. Brad’s Status) – amerykański film fabularny z 2017 roku w reżyserii Mike’a White’a, wyprodukowany przez wytwórnie Amazon Studios i Annapurna Pictures.
Premiera filmu odbyła się 9 września 2017 podczas 42. Międzynarodowego Festiwalu Filmowego w Toronto. Tydzień później, 15 września, obraz trafił do kin na terenie Stanów Zjednoczonych.

## Fabuła
Brad Sloan (Ben Stiller) skończy wkrótce pięćdziesiąt lat. Mężczyzna wiedzie spokojne życie u boku kochającej żony Melanie, z którą wychowuje uzdolnionego muzycznie Troya. Chłopak musi wybrać college. Brad postanawia odwiedzić z nim kilka uczelni. Wyprawia skłania go do refleksji nad własnymi wyborami życiowymi.

## Obsada
- Ben Stiller jako Brad Sloan
- Michael Sheen jako Craig Fisher
- Jenna Fischer jako Melanie Sloan
- Luke Wilson jako Jason Hatfield
- Austin Abrams jako Troy Sloan
- Jemaine Clement jako Billy Wearslter
- Mike White jako Nick Pascale
- Shazi Raja jako Ananya

## Odbiór

### Krytyka
Film Proza życia spotkał się z pozytywną reakcją krytyków. W serwisie Rotten Tomatoes 80% ze stu sześćdziesięciu pięciu recenzji filmu jest pozytywne (średnia ocen wyniosła 6,9 na 10). Na portalu Metacritic średnia ocen z 40 recenzji wyniosła 71 punktów na 100.

### Nagrody i nominacje
| Rok  | Miejsce                        | Nagroda        | Kategoria            | Odbiorcy i nominowani | Wynik     |
| ---- | ------------------------------ | -------------- | -------------------- | --------------------- | --------- |
| 2017 | Gotham Independent Film Awards | Nagroda Gotham | Najlepszy scenariusz | Mike White            | nominacja |